# MR-X
MR-X는 미 공군이 독자적으로 계획한 차세대 공군기 사업이다.

## 역사

### 배경
F-35에 대한 예산 압박으로 차기 전투기에 대한 논의가 시작됐다. F-35가 확실히 F-22보다 저렴하나, 미 하원 군사위원회에서는 "F-35가 퇴역할때까지 유지비로만 1조 달러(1,200조원)를 납세자들이 납세해야할것"이라며 F-35의 문제점이 거론됐고, 미 공군은 421대의 구형기를 퇴역시키고 304대의 신형기를 도입할 예정이다. 해군 예산을 절감해서 소규모 함대를 운용하기로 조정을 하면서 생긴 "짜투리 예산"으로 미 공군의 전투기 기종이 1종 늘어날 수 있게 됐다. 해군 역시 따로 해군만의 독자적인 차세대 전투기 기종을 계획하고 있는 중이다.

### 예산 편성
미 공군이 소요하는 공군기는 304대의 거대한 시장이다. 미 공군이 선호하는 모델은 신속한 지상공격 능력과 무장 호환성이 높은 멀티롤 전투기로 잡고 있다. 2020년대 초반은 F-15 개량형(F-15EX)의 물량을 뽑아서 대체할 예정이다. 2022년부터 2030년까지 144대의 F-15EX를 생산하고 그 이후는 MR-X를 개발 완료시켜 소요하는 물량을 충족한다.

### 4.5세대 기종
5세대기 이상의 스텔스 시장이 비용 문제와 낮은 점유율 문제에 부딪혀 대규모의 5세대 기종을 유지할 입지가 적어진 반면 4.5세대 전투기들이 수출시장에서 실적을 올리고 실용성도 입증되는등 4.5세대 시장의 입지가 커지고 있다. 한국도 8번째로 4.5세대 전투기 클럽에 성공적으로 진입했다. 3050클럽처럼 세계의 공신력있는 기관에서 인정해주지 않는 대한민국 자국민을 향한 선전 목적의 '클럽'이지만 미국 방위산업체에겐 8개국 이상의 경쟁자가 생긴 것은 사실이다.
美 군사전문가의 설명으로는 미국은 80년대 말 1,300대의 ATF 공군기를 생산한 뒤, 4세대와 5세대는 많지만 4.5세대 전투기는 부족한 상태다. 중국과 러시아의 신무기 개발에 1,300대의 안보의 의미도 퇴색되고 있다. 2010년대까지 미국은 F/A-18E/F와 F-16V등 2종의 4.5세대 기종을 갖고 있어 4세대의 4종(F-16,F-15,F-18,예비역 치장된 F-14)에 비해선 파이가 적은 상태였다. 2020년대 이후 F-15EX와 MR-X의 양산체계를 성공적으로 갖출 시 4종의 4.5세대기를 확보할 수 있게 된다.

#### 전자전 문제
러시아 Su-27SK의 전자장비는 소형 전투기가 표적일시, 80km에서 70km 미만의 탐색 능력을 가졌다. Mig-29A의 전자장비는 같은 기종의 전투기를 정면에서는 50km, 후면에서 추격할땐 30km의 공대공 탐색 능력을 가졌다. 구소련은 기술적 역량이 부족 하기도 했지만 지도부가 의도적으로 양으로 밀어붙이는게 효과적이라 보고 기술 개발을 등한했었던 결과, 현재에도 Su-35의 전자장비는 140km의 탐색능력을 넘지 못해서, 185km 이상인 F-15E 이후 기종들에게 상대가 안 된다. 반도체와 IT의 후발주자인 중국과 러시아가 서구권 4세대 기종들을 아직도 이기지 못하는 상황에서 예산을 많이 먹어가며 5세대 기종들을 유지할 사유가 적은 문제를 미군에선 지적하고 있다.

### 러시아 신기종
러시아 최대 방산업체 로스텍은 신형 수호이를 공개했다. 싱글엔진으로 되어있는 5세대 멀티롤 전투기이며 MR-X와 비슷한 성격의 전투기이다. 수호이 설계국에서 설계하고 있는 중인것으로 알려졌으며, F-16과 비슷한 크기이다. 5세대 전투기로 유인기 버젼과 무인기 버젼으로 나뉘어 있어 미쓰비시 F-3가 초반에 가졌던 유인기/무인기를 따로 생산하여 네트워크전으로 활용한다는 구상과 유사하다.

## 개요

### 엔진
F-22를 개량한 엔진을 쓸 것으로 추정된다. 35,000Ibf(파운드)급 전투기 엔진 시장에는 우방국 중에선 XF9-1과 F119 상품 뿐인 상태이고 예산을 절감하기 위해 단발 엔진을 선택했기 때문에 추력이 강한 35,000Ibf 이상의 엔진이 유력한 상태다. 일본 측과의 NGF 사업에 소극적으로 참여하고 있는 상태에서는 XF9-1 엔진을 채택할 가능성이 적다.

### 전자전
미국은 F-22와 F-35를 능가하는 전자장비를 가진 F-15EX를 성공적으로 양산했다. 물론 단발엔진인 MR-X의 경우, 전자전 능력이 낮을 수 있다. 전자장비의 전자파 출력은 무기의 엔진에서 뿜어져나오는 전력에 달렸기 때문에, 엔진이 클 수록 전기도 많이 나오고 탐색할 수 있는 범위도 넓어진다. F-35의 전자장비도 전투기에 탑재할 때는 270km이나, 사드처럼 지상에서 충분히 전기를 줄 때는 1,300km 거리의 로켓을 추적하는데 성공했다.쌍발 엔진인 F-15EX처럼 280km의 탐색범위는 아니더라도 단발 전투기 기종 중에서는 상위권의 출력을 보여주는게 가능하다. F-15EX에 준하는 전자장비를 무장할 수 있고

### LREW
2017년 말 미 국방성은 "신흥 역량 기술 개발"로 명명되는 'LREW' 프로그램의 예산을 언급했다. 사거리가 늘어난 장거리 공대공 미사일인 이 미사일은 킬체인을 포함한 다양한 임무에서 더 나은 능력을 제공한다. "F-22같은 스텔스기의 내부무장창에 들어가기엔 크다보니 F-15EX나 대형전투기에 적합"하다고 알려졌다. 일명 '미사일 트럭'이라고 불리는 'F-15EX'가 가장 많이 쓸 것으로 전망하고 같은 성격의 기종인 MR-X도 유력한 상태다. 중국이 PL-15를 대체하기 위한 PL-16 공대공 유도탄 화기를 개발중이어서 AIM-260 개발을 서두를 수 밖에 없다고 군사전문가들이 설명한다.

### 제원
- 사업명 : MR-X
- 종류 : 싱글 엔진 전투기
- 전투기 세대 : 4.5세대
- 전자장비 : GaN AESA 센서
- 무장 : 공대공 AIM-120, AIM-260

- 엔진 : F119 (추력 : 35,000Ibf)
- 단가 : 450억원~500억원[1]

## 같이 보기
- FC-1